# 最上位ビット

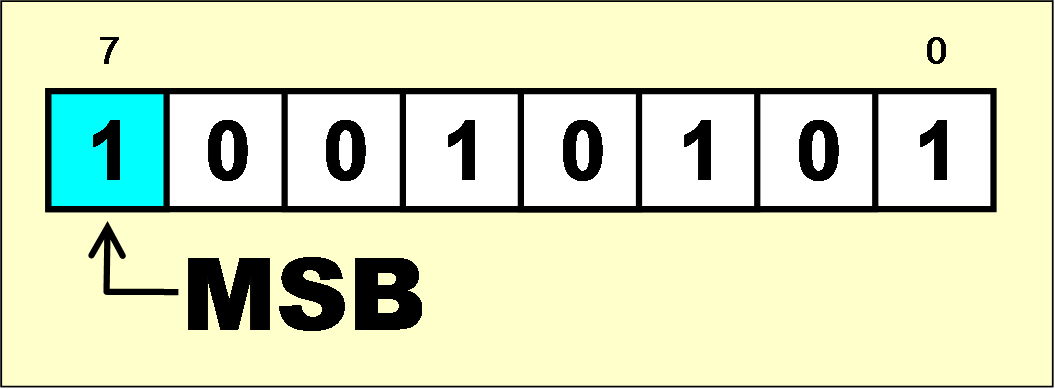
十進数 149 の二進数表現。最上位桁ビット(MSB)をハイライトで示している。8ビット二進数表現のMSBは十進数の128に対応。LSBは十進数の1を指す。

最上位ビット(さいじょういビット、most significant bitまたはhigh-order bit、MSBと略記)は、コンピュータにおいて二進数で最も大きな値を意味するビット位置のことである。MSBは左端ビットとも言われる。
二進数の特定のビットを示すために、各ビットにはゼロからn(その数値のビット数に依存)までのビット番号が割り当てられる。
従来、エンディアンによってゼロ番のビットがMSBに対応していたり、LSB(最下位ビット)に対応していたりしていたが、最近ではゼロ番はLSBとされていることが多い。(訳注：これが関係してくるのはビット番号を指定する形式のビット操作命令が存在する命令セットだけである。)
負の整数を2の補数で表すとMSBは必ず 1 になり、符号付正の整数では必ず 0 になるので、MSBは符号の判別に使われる。
これを拡張すると、MSBs(複数)はMSB側のいくつかのビットを意味する。
MSBが最上位バイトを意味する場合もある。この場合、MSB First はビッグエンディアンを意味する。この曖昧さを回避するため、MSBit、MSByteと表記されることもある。